# Uppsala International
Die Uppsala International waren offene internationale Meisterschaften im Badminton. Sie waren nach den Swedish Open der hochrangigste Badmintonwettbewerb in Schweden. Mit der Ausrichtung mehrerer internationaler Titelkämpfe wird deutlich, welche Bedeutung dem Badmintonsport im skandinavischen Land beigemessen wird. Dokumentiert sind Ausrichtungen des Turniers für 1992 und 1993.

## Sieger
| Jahr | Herreneinzel      | Dameneinzel | Herrendoppel                    | Damendoppel                         | Mixed                                 |
| ---- | ----------------- | ----------- | ------------------------------- | ----------------------------------- | ------------------------------------- |
| 1992 | Patrik Andreasson | Emma Edbom  | Max Gandrup Christian Jakobsen  | Marianne Rasmussen Anne Mette Bille | Christian Jakobsen Marianne Rasmussen |
| 1993 | Tomas Johansson   | Margit Borg | Jan-Eric Antonsson Mikael Rosén | Helene Kirkegaard Rikke Olsen       | Jan-Eric Antonsson Astrid Crabo       |